# San José del Tambo
San José del Tambo ist eine Ortschaft und eine Parroquia rural („ländliches Kirchspiel“) im Kanton Chillanes der ecuadorianischen Provinz Bolívar. Sie ist die einzige Parroquia rural im Kanton Chillanes. Die Parroquia San José del Tambo besitzt eine Fläche von 238,7 km². Die Einwohnerzahl lag im Jahr 2010 bei 4132. Die Parroquia wurde am 27. Oktober 2000 gegründet. Zuvor war der Hauptort als Tambo Pamba bekannt.

## Lage
Die Parroquia San José del Tambo liegt an der Westflanke der Cordillera Occidental im Südwesten der Provinz Bolívar. Der 150 m hoch gelegene Hauptort San José del Tambo befindet sich am Südufer des nach Westen fließenden Río Changuil, ein rechter Nebenfluss des Río San Pablo (im Oberlauf Río Las Juntas). Der Ort liegt 19 km westlich vom Kantonshauptort Chillanes. Der Río Changuil durchquert den Nordteil der Parroquia in westlicher Richtung. Im Südosten wird die Parroquia von einem bis zu 2900 m hohen Gebirgskamm begrenzt.
Die Parroquia San José del Tambo grenzt im Osten an die Parroquia Chillanes, im Süden an den Kanton General Antonio Elizalde (Bucay) (Provinz Guayas), im Westen an die Parroquia Febres Cordero (Kanton Babahoyo, Provinz Los Ríos) sowie im Norden an die Parroquia Régulo de Mora (Kanton San Miguel de Bolívar).